# Dąbrowa Bolesławiecka
Dąbrowa Bolesławiecka (Duits: Eichberg) is een plaats in het Poolse district  Bolesławiecki, woiwodschap Neder-Silezië. De plaats maakt deel uit van de gemeente Bolesławiec en telt 700 inwoners.

## Verkeer en vervoer
- Station Dąbrowa Bolesławiecka